# تان هاو ليانغ
تان هاو ليانغ (بالصينية: 陈浩亮؛ بالإنجليزية: Tan Howe Liang) هو رباع سنغافوري، ولد في 5 مايو 1933 في شانتو في الصين.

## وصلات خارجية
- تان هاو ليانغ على موقع اللجنة الأولمبية الدولية (الإنجليزية)
- تان هاو ليانغ على موقع أوليمبيديا (الإنجليزية)
- تان هاو ليانغ على موقع اتحاد ألعاب الكومنولث (مؤرشف) (الإنجليزية)